# Romolo Carpi
Romolo Carlo Carpi (Genova, 24 novembre 1889 – Santa Margherita Ligure, 27 novembre 1938) è stato un tiratore di fune e sollevatore italiano.

## Biografia
Nacque da Giacomo Carpi, di professione camallo, e Adele Casaccia, calzolaia, in via del Falcone 4, vicino alla stazione Brignole di Genova.
Quinto di otto figli, fu battezzato nella vecchia chiesa dei Diecimila martiri crocifissi, poco distante dalla sua casa natale a Borgo Incrociati. Iscritto alla Società Ginnastica Ligure Cristoforo Colombo, partecipò alle Olimpiadi di Anversa del 1920, dopo aver superato una selezione che si tenne a Genova l'11 luglio 1920; questa prova consisteva nel trainare una slitta dal peso superiore ai 100 kg nel minor tempo possibile. Nel pomeriggio dello stesso giorno allo sferisterio dello Zerbino ebbero luogo le eliminatorie vere e proprie. Ai Giochi della VII Olimpiade si classificò al 5º posto con la squadra italiana. Partecipò più volte anche ai campionati italiani assoluti di sollevamento pesi nella categoria massimi; nel 1914 arrivò secondo e l'anno successivo arrivò primo, diventando campione italiano assoluto e riuscendo a strappare il titolo a Filippo Bottino.
Per alcuni anni compresi tra la fine degli anni '10 del '900 e l'inizio degli anni '20 fu "console" del porto di Genova e della C.U.L.M.V.. Di ideali socialisti, con l'avvento del fascismo in Italia, nel 1924 venne declassato a camallo, in quanto rifiutò di iscriversi al Partito Nazionale Fascista e perché a seguito dell'omicidio di Giacomo Matteotti aveva preso parte a un'insurrezione bloccando il porto per tre giorni, respingendo le camicie nere. Nel 1930 si trasferì a Santa Margherita Ligure, paese natale della moglie; qui morì il 27 novembre 1938, all'età di 49 anni, in seguito a una broncopolmonite che aveva contratto cadendo in mare mentre lavorava nei pressi dell'attuale porto antico di Genova. 
È sepolto nel cimitero di Santa Margherita Ligure, insieme alla moglie.
Anche sua nipote Silvana Pierucci, figlia di sua sorella minore Ernesta Carpi, partecipò alle Olimpiadi, classificandosi quattordicesima nel salto in lungo ai Giochi di Londra del 1948.

## Palmarès
| Anno | Manifestazione  | Sede    | Evento         | Risultato | Note |
| ---- | --------------- | ------- | -------------- | --------- | ---- |
| 1920 | Giochi olimpici | Anversa | Tiro alla fune | 5º        |      |

## Campionati nazionali
- Campione italiano assoluto di sollevamento pesi (1915)
- Medaglia d'argento ai campionati italiani assoluti di sollevamento pesi (1913, 1914, 1916)